# Arnvid Meyer
Arnvid Clement Meyer (20. juni 1927 i København – 29. august 2007 i Næstved) var en dansk jazzmusiker, der blev kendt for at grundlægge Det Danske Jazzcenter.
Arnvid Meyer var trompetist og fik sit gennembrud i perioden lige efter anden verdenskrig i flere orkestre, der spillede traditionel jazz. Han spillede i den periode blandt andet sammen med Torben Ulrich. I slutningen af 1950'erne dannede han sit eget orkester, Arnvid Meyers Orkester, der fokuserede på swing-stilen, og med det orkester, der var aktivt til op i starten af 1970'erne spillede han med stor succes, ofte sammen med gæstende udenlandske musikere.
I 1971 stiftede han Det Danske Jazzcenter, og han modtog adskillige priser i tidens løb, herunder PH-prisen (1981), IFPI's Hæderspris (2005) og Ben Webster Fondens Hæderspris.
Gennem sin levetid opbyggede han en stor plade- og bogsamling indenfor jazz, som efter hans død blev doneret til Det Kongelige Bibliotek.
Arnvid Meyer var søn af politikeren A.C. Meyer.